# Päijät-Häme
Päijät-Häme, o Tavàstia del Päijänne, és una regió de Finlàndia (maakunta / landskap).
Comparteix fronteres amb Tavàstia Pròpia, Pirkanmaa, Finlàndia Central, Savònia del Sud, Vall de Kymi, i Uusimaa.
Lahti és el cap de la regió.

## Municipis
La regió de Päijät-Häme compta amb els 11 municipis següents (en negreta hi ha les ciutats):
| - Asikkala - Hollola - Kärkölä - Lahti - Orimattila - Padasjoki - Hartola - Heinola - Sysmä |

## Heràldica
L'escut d'armes llueix una representació de l'antiga deessa finesa de l'aigua Vellamo com una sirena, amb un cucut.